# Uncle Drew
Uncle Drew es una película estadounidense de comedia y deportes dirigida por Charles Stone III y escrita por Jay Longino. Es protagonizada por Kyrie Irving como el personaje principal de sus comerciales de Pepsi Max que comenzaron en 2012, junto a los exjugadores de la NBA, Shaquille O'Neal, Chris Webber, Reggie Miller, y Nate Robinson y la anterior jugadora de la WNBA, Lisa Leslie. Lil Rel Howery, Tiffany Haddish, Erica Ash, J. B. Smoove, Mike Epps, y Nick Kroll también actúan. La película fue estrenada el 29 de junio de 2018.

## Reparto
- Kyrie Irving como el tío Drew.
- Lil Rel Howery como Dax.
- Ashton Tyler como Dax Joven.
- Shaquille O'Neal como Big Fella dojo.
- Chris Webber como Predicador.
- Reggie Miller como Lights.
- Nate Robinson como Boots.
- Lisa Leslie como Betty Lou.
- Erica Ash como Maya.
- J. B. Smoove como Angelo.
- Mike Epps como Louis.
- Tiffany Haddish como Jess.
- Nick Kroll como Mookie, el viejo rival de Dax.
- Aaron Gordon como Casper.

Hay apariciones en forma de cameo como ellos mismos de Sal Masekela, John Calipari, Jon Hammond, Scoop Jackson, Pee Wee Kirkland, Earl Monroe, Chris Mullin, Bill Walton, George Gervin, Steve Nash, David Robinson, Jerry West, Dikembe Mutombo y NeNe Leakes.

## Estreno
El 12 de febrero de 2018, Kyrie Irving anunció la fecha de estreno para el 29 de junio de 2018 vía su cuenta de Twitter.